# A Good Woman
A good woman  es una película de Estados Unidos dirigida por Mike Barker en 2005, y protagonizada por Scarlett Johansson, Tom Wilkinson, Helen Hunt.
El abanico de Lady Windermere, de Oscar Wilde, sirvió de inspiración a Mike Barker (Matar a un rey) para rodar esta ingeniosa comedia romántica que mantiene muchos de los guiones originales del escritor irlandés. La afilada ironía de los personajes y los ataques personales disfrazados de cordialidad constituyen uno de los principales atractivos de una película que refleja el desarrollo de una relación entre dos singulares personajes femeninos de la alta sociedad interpretados por Helen Hunt (Mejor imposible) y Scarlett Johansson (La joven de la perla).

## Sinopsis
La Riviera italiana de los años treinta. Un joven matrimonio americano que veranea en Amalfi ve peligrar su reputación cuando empiezan a surgir rumores que acusan al joven marido, Robert Windermere, de proporcionar dinero a Mrs. Erlynne, una mujer madura de mala reputación. Mientras tanto, su recién estrenada esposa, Meg, se siente acosada por Lord Darlington, un adinerado playboy. Todo se precipita con la aparición de Erlynne en el pueblo: Meg, abochornada, decide plantar a sus invitados en la fiesta de su cumpleaños y huir con su admirador. Sin embargo, poco después se demuestra que su marido jamás le ha sido infiel.

## Argumento
Ambientada en 1930, la película comienza en Nueva York, donde la femme fatale Mrs. Erlynne se da cuenta de que no es bienvenida por los hombres de alto rango que ha seducido o por las esposas de la sociedad a las cuales han traicionado. Vendiendo sus joyas, compra un pasaje en un ferri amarrado para ir a Amalfi, Italia, donde ya había puesto su vista en el recién casado Robert Windermere. Cuando su coche es frecuentemente visto aparcado fuera de su casa de campo, los chismorreos de la zona apuntan a que ellos dos están teniendo una aventura.
Meg, la tímida mujer de Robert, se mantiene ajena a todas las historias sobre los dos que circulan por toda la ciudad, pero cuando descubre el registro de cheques de su marido con numerosos resguardos indicando pagos para Erlynne, comienza a sospechar lo peor.  Lo que ella no sabe es que Erlynne en realidad es su madre, quien ha estado chantajeando con pagos a Robert a cambio de mantener a salvo el secreto. Ella se consuela con el consejo "Las mujeres feas van a llorar mientras que las mujeres guapas van de compras".
En represalia por lo que cree que es la transgresión de su marido, Meg viste un vestido revelador para la celebración de su vigésimo primer cumpleaños, aconsejada por Erlynne, que vestía el mismo vestido, en compañía de Lord Augustus, un hombre rico y divorciado dos veces que había propuesto matrimonio a Erlynne. Las complicaciones siguen cuando Lord Darlington profesa su amor por Meg y la invita a dejar a su marido, a lo cual ella acepta.
Erlynne, habiendo encontrado nota de despedida de Meg a Robert, la intercepta en el yate de Darlington, donde las dos quedan atrapadas cuando Augusto, Darlington, Robert y amigos llegan para una noche de copas. Robert queda sorprendido al ver el abanico que le había regalado a Meg por su cumpleaños en el barco; mientras Meg se escapa apresuradamente, y Erlynne se revela y dice que ella lo había cogido por error en la fiesta; y Augustus, pensando que su prometida estaba planeando una cita romántica con Darlington, termina con el compromiso. 
Robert paga a Erlynne para que se marche de Amalfi inmediatamente y le ruega no revelar su identidad a Meg. De mala gana, ella cumple con sus deseos, a pesar de que devuelve el cheque antes de que ella parta. A bordo del avión esperando para empezar su nueva vida, descubre a Augustus, quien le regala el abanico que Meg dejó cuando ella le confesó todo lo que realmente había pasado. Erlynne acepta su renovada oferta de matrimonio y los dos parten a un lugar desconocido.

## Reparto
| Actor                  | Personaje         |
| ---------------------- | ----------------- |
| Helen Hunt             | Stella Erlynne    |
| Scarlett Johansson     | Meg Windermere    |
| Mark Umbers            | Robert Windermere |
| Stephen Campbell Moore | Lord Darlington   |
| Tom Wilkinson          | Lord Augustus     |
| Milena Vukotic         | Contessa Lucchino |
| Roger Hammond          | Cecil             |
| John Standing          | Dumby             |
| Giorgia Massetti       | Alessandra        |
| Diana Hardcastle       | Lady Plymdale     |
| Shara Orano            | Francesca         |
| Jane How               | Sra. Stutfield    |